# Список послов СССР и России в Монголии
В статье представлен список послов СССР и России в Монголии.

## Хронология дипломатических отношений
- 5 ноября 1921 г. — установлены дипломатические отношения с РСФСР на уровне миссий.
- 23 июля 1923 г. — установлены дипломатические отношения с СССР на уровне миссий.
- 4 апреля 1950 г. — миссии преобразованы в посольства.

## Список послов
| Срок полномочий                     | Посол                         | Годы жизни | Вручение верительных грамот | Комментарии                                                     |
| ----------------------------------- | ----------------------------- | ---------- | --------------------------- | --------------------------------------------------------------- |
| РСФСР                               |                               |            |                             |                                                                 |
| 7 июля 1922 — июль 1923             | Николай Маркович Любарский    | 1887—1938  |                             | Полномочный представитель                                       |
| СССР                                |                               |            |                             |                                                                 |
| 1 августа 1923 — 29 августа 1925    | Алексей Николаевич Васильев   | 1877—1940  | 6 января 1924               | Полномочный представитель                                       |
| 29 августа 1925 — 14 сентября 1927  | Пётр Михайлович Никифоров     | 1882—1974  | 19 сентября 1925            | Полномочный представитель                                       |
| 14 сентября 1927 — 2 сентября 1933  | Андрей Яковлевич Охтин        | 1891—1938  | 28 сентября 1927            | Полномочный представитель                                       |
| 2 сентября 1933 — 9 февраля 1935    | Сергей Егорович Чуцкаев       | 1876—1944  | 8 сентября 1933             | Полномочный представитель                                       |
| 9 февраля 1935 — 19 августа 1937    | Владимир Христофорович Таиров | 1894—1938  | 8 марта 1935                | Полномочный представитель                                       |
| 19 августа 1937 — 3 мая 1938        | Сергей Наумович Миронов       | 1894—1940  | 26 августа 1937             | Полномочный представитель                                       |
| 3 мая 1938 — 13 января 1939         | Михаил Иосифович Голубчик     | 1906—1940  | 14 мая 1938                 | Полномочный представитель                                       |
| 19 сентября 1939 — 9 октября 1947   | Иван Алексеевич Иванов        | 1906—1948  | 21 октября 1939             | Полномочный представитель до 9 мая 1941, посланник с 9 мая 1941 |
| 9 октября 1947 — 27 сентября 1948   | Николай Петрович Важнов       | 1909—1993  | 5 сентября 1947             | Посланник                                                       |
| 27 сентября 1948 — 14 ноября 1951   | Юрий Кондратьевич Приходов    | 1906—1989  | 22 октября 1948             | Посланник до 28 марта 1950, посол с 28 марта 1950               |
| 14 ноября 1951 — 6 ноября 1953      | Георгий Иванович Иванников    | 1908—1959  | 24 января 1952              |                                                                 |
| 6 ноября 1953 — 31 августа 1957     | Василий Ильич Писарев         | 1900—1977  | 30 января 1954              |                                                                 |
| 31 августа 1957 — 3 июля 1960       | Вячеслав Михайлович Молотов   | 1890—1986  | 7 сентября 1957             |                                                                 |
| 3 июля 1960 — 14 февраля 1962       | Алексей Иванович Хворостухин  | 1900—1985  | 25 января 1961              |                                                                 |
| 14 февраля 1962 — 21 ноября 1963    | Константин Викторович Русаков | 1909—1993  | 23 января 1962              |                                                                 |
| 21 ноября 1963 — 15 февраля 1968    | Леонид Николаевич Соловьёв    | 1906—1993  | 27 декабря 1963             |                                                                 |
| 15 февраля 1968 — 10 июля 1973      | Семён Николаевич Щетинин      | 1910—1975  | 25 апреля 1968              |                                                                 |
| 10 июля 1973 — 18 февраля 1983      | Александр Иванович Смирнов    | 1912—1997  | 26 сентября 1973            |                                                                 |
| 18 февраля 1983 — 4 апреля 1985     | Сергей Павлович Павлов        | 1929—1995  | 29 марта 1983               |                                                                 |
| 4 апреля 1985 — 25 марта 1988       | Константин Ефимович Фомиченко | 1927—2015  |                             |                                                                 |
| 25 марта 1988 — 25 декабря 1991     | Василий Иванович Ситников     | 1927—2016  |                             |                                                                 |
| Российская Федерация                |                               |            |                             |                                                                 |
| 25 декабря 1991 — 24 января 1992    | Василий Иванович Ситников     | 1927—2016  |                             |                                                                 |
| 24 января 1992 — 31 мая 1996        | Сергей Сергеевич Разов        | 1953—      |                             |                                                                 |
| 31 мая 1996 — 18 октября 1999       | Николай Викторович Павлов     | 1948—2023  |                             |                                                                 |
| 18 октября 1999 — 24 марта 2006     | Олег Михайлович Дерковский    | 1939—2010  |                             |                                                                 |
| 24 марта 2006 — 21 сентября 2009    | Борис Александрович Говорин   | 1947—      | 27 апреля 2006              |                                                                 |
| 21 сентября 2009 — 23 сентября 2013 | Виктор Васильевич Самойленко  | 1947—2018  |                             |                                                                 |
| 23 сентября 2013 — 18 января 2023   | Искандер Кубарович Азизов     | 1956—      | 15 ноября 2013              |                                                                 |
| 18 января 2023 — настоящее время    | Алексей Николаевич Евсиков    | 1961—      | 17 апреля 2023              |                                                                 |